# Elevator Action
|  | Dieser Artikel wurde auf die Qualitätssicherungsseite des WikiProjekt Computerspiel eingetragen. Beteilige dich an der Diskussion und hilf mit, den Artikel zu verbessern. (→ Artikel in der QS-Computerspiel eintragen) Anlass: Ein Großteil des Artikels liest sich einfach nur wie ein Handbuch-Entwurf für das Spiel. Das wurde 2018 von @Xocolatl schon einmal erkannt, leider ungenau beschrieben und vom Verfasser der Abschnitte ignoriert. Die Anforderungen von WP:RCS und WP:WWNI #9 sind hier imho nicht erfüllt. --CommanderKefir (Diskussion) 22:31, 30. Jun. 2024 (CEST) |

Elevator Action ist ein erfolgreiches Arcade-Spiel, das ab 1981 von Taito Corporation entwickelt und ab Juni 1983 erstmals in den USA vertrieben wurde.
Die Steuerung besteht aus einem Vier-Wege-Joystick und zwei Spielknöpfen. Elevator Action macht auf den ersten Blick einen simplen Eindruck. Ziel ist es die Spielfigur in einem hohen Gebäude von oben nach unten zu gelangen.
Zwar konnte Elevator Action nicht die Arcade-Hitlisten anführen wie seinerzeit Pac-Man oder Donkey Kong. Dennoch erreichte Elevator Action als Arcade-Spiel Kultstatus.
Auf Elevator Action folgte 1994 das Arcade-Spiel Elevator Action Returns (in den USA als Elevator Action II veröffentlicht) sowie einige Sondervarianten, die nur für Heim-Spielkonsolen veröffentlicht wurden.
Komponist der eingehenden Musik des Spiels war Yoshio Imamura.

## Spielprinzip
Der Spieler schlüpft in die Rolle eines Agenten für eine nicht näher definierte Organisation (Codename „Otto“ bzw. „Agent 17“). Dieser seilt sich von oben auf das Dach eines 30-stöckigen Gebäudes ab und okkupiert den Aufzug durch einen Schacht des obersten Stockwerks.
Hier beginnt das Spiel mit Level 1. Von Gegnern wird der Spieler ab sofort kompromisslos verfolgt und beschossen (nicht näher definierte Sicherheitsleute des Gebäudes in schwarzem Outfit und Hüten). Die Gegner treten unvermittelt und ohne Muster aus blauen Türen auf den Flur des Gebäudes. Teilweise verschwinden sie auch wieder in diesen.
Der Spieler muss Geheimdokumente sammeln, indem er alle roten Türen des Gebäudes auf seinem Weg nach unten betritt. Über Aufzüge und Rolltreppen versucht er, bis zu seinem Fluchtfahrzeug im untersten Stockwerk zu gelangen, ohne sich vorher von ständig attackierenden Gegnern eliminieren zu lassen.

## Nachfolger
Im Jahr 1994 veröffentlichte Taito einen Nachfolger des Spiels. Dieser wurde in den USA als Elevator Action II und in Japan und Europa als Elevator Action Returns vertrieben. Das Spiel verfügt über eine wesentlich bessere Grafik und Spezialeffekte wie explodierende Fässer, digitale Sprachausgabe (und Schreie), zusätzliche Waffen (Maschinengewehr, Bomben), verschiedene wählbare Charaktere sowie eine größere Spielwelt. Das Spielprinzip ist im Wesentlichen gleich geblieben, setzt jedoch weniger auf Hochhaus-Szenarien und bietet daher als neue Levels auch Orte wie einen Flughafen oder einen Industriepark. Allerdings waren die Nachfolger nicht so erfolgreich wie das ursprüngliche Kult-Spiel.
Dexter's Laboratory: Robot Rampage (2000) nach der Zeichentrickserie Dexters Labor für Game Boy Color zählt ebenfalls zur Serie, ist jedoch nicht von Taito.
2009 erschien der Lightgun-Shooter Elevator Action: Death Parade. Über den PlayStation Store ist das Spiel seit Mitte 2011 als Elevator Action Deluxe für die PlayStation 3 verfügbar, welches sich an der 1995er-Arcade-Version orientiert.

## Portierungen

### Konsolen
- Atari 2600 (1983) – nie veröffentlicht
- Nintendo Entertainment System (1985)
- Sega Master System (SG-1000) (1985)
- Nintendo Game Boy (1991)
- Sega Saturn (1997) mit Elevator Action Returns
- Nintendo Game Boy Color (2000) Elevator Action EX
- Nintendo Game Boy Advance (2002) als Elevator Action Old & New
- Sony PlayStation 2 (2005) in Taito Memories Vol. 2 / Taito Legends
- Microsoft Xbox (2005) in Taito Legends
- PlayStation Portable (2006) in Taito Legends Power Up
- Handyspiel (2006) als Elevator Action 3D
- Nintendo Wii (2007)
- Sony Playstation 3 (2011) als Elevator Action Deluxe
- Atari 2600 (2023) als Elevator Agent (Champ Games)

### Heimcomputer
- Sinclair ZX Spectrum (1987)
- Commodore C64 (1987) von Quicksilva
- Amstrad CPC (1987)
- MSX
- PC (Windows) (ab 2005) in Taito Legends